# 楠梓新路
楠梓新路（Nanzixin Rd.）為東西向道路，全線均位於楠梓區內，屬台22線。西起接台1線楠梓陸橋，沿途經楠梓車站，並跨越楠梓溪。台22線此右轉旗楠路沿續俗稱旗楠公路經國道一號楠梓交流道至旗山區，而楠梓新路左偏縮成小型道路最後止於楠梓路。由於，楠梓新路沿台22線往東可接里嶺大橋至屏東縣里港鄉，所以也是北高雄市、屏東縣兩地之間往來長途重要路段之一。

## 行經行政區域
- 楠梓區

## 沿線設施
（由西至東）
- 楠梓陸橋、高楠公路
- 高雄客運楠梓站
- 7-Eleven新楠梓門市
- 楠梓車站
- 全國電子楠梓門市
- 順發3C量販楠梓店
- 中華電信高雄營運處楠梓服務中心（楠梓新路245號）
- 基督教楠梓靈糧堂（楠梓新路245號4樓）
- 楠梓郵局（楠梓新路247號）
- 楠梓區行政中心（楠梓新路264號）
  - 楠梓區戶政事務所（楠梓區行政中心1樓）
  - 高雄市政府地政局楠梓地政事務所（楠梓區行政中心4、5樓）
  - 財政部高雄國稅局楠梓稽徵所（楠梓區行政中心6樓）
- 惠楠公園
- 慈雲橋
- 慈雲宮
- 旗楠路
- 楠梓路

## 公車資訊
- 港都客運
  - 6 左營南站－萬金路
  - 7 加昌站－樹德科技大學－高雄師範大學燕巢校區
- 高雄客運
  - 97 捷運都會公園站 －樹德科技大學－高雄師範大學燕巢校區
  - 224 楠梓站－大社－大灣－歷史博物館
  - 8023 建國站－楠梓－旗山北站
  - 8023區間 捷運都會公園站－楠梓－旗山北站
  - 8049 崗山頭－岡山－楠梓－澄清湖－鳳山
- 南台灣客運
  - 28 加昌站－楠梓區公所－高雄車站（建國路）
  - 紅58A 捷運都會公園站－國立高雄科技大學第一校區
  - 紅58B 捷運都會公園站－國立高雄科技大學第一校區－燕巢區公所
- 義大客運
  - 8506 義大世界－岡山車站

## 公共自行車
- 高雄市公共自行車租賃系統：
  - 楠梓區公所：楠梓新路264號旁